# Hironari Iwamoto
Hironari Iwamoto (jap. 岩元 洋成 Iwamoto Hironari; ur. 27 czerwca 1970) – japoński piłkarz występujący na pozycji obrońcy.

## Kariera klubowa
Od 1993 do 2000 roku występował w klubach Bellmare Hiratsuka i Montedio Yamagata.